# 15144 Araas
15144 Araas è un asteroide della fascia principale. Scoperto nel 2000, presenta un'orbita caratterizzata da un semiasse maggiore pari a 2,3117234 UA e da un'eccentricità di 0,1492522, inclinata di 6,03786° rispetto all'eclittica.